# Liste der Monuments historiques in Trois-Puits
Die Liste der Monuments historiques in Trois-Puits führt die Monuments historiques in der französischen Gemeinde Trois-Puits auf.

## Liste der Objekte
| Bezeichnung               | Beschreibung                                                                              | Standort                        | Kennzeichnung | Schutzstatus    | Datum  | Bild |
| ------------------------- | ----------------------------------------------------------------------------------------- | ------------------------------- | ------------- | --------------- | ------ | ---- |
| Kruzifixus                | Bronze, 12. Jahrhundert; vermutlich während des Ersten Weltkriegs zerstört                | in der Kirche St-Étienne (Lage) | PM51001676    | Classé gelöscht | ? 1942 |      |
| Skulptur Madonna mit Kind | Stein, farbig gefasst, 16. Jahrhundert; vermutlich während des Ersten Weltkriegs zerstört | in der Kirche St-Étienne (Lage) | PM51001677    | Classé gelöscht | ? 1942 |      |